# Жеребцов Семен Сергійович
Семен Сергійович Жеребцов (рос. Семён Сергеевич Жеребцов; 23 листопада 1992, м. Омськ, СРСР) — російський хокеїст, центральний нападник. Виступає за «Авангард» (Омськ) у Континентальній хокейній лізі. 1-й розряд.
Хокеєм почав займатися в Омську у 1998 році. Вихованець хокейної школи «Авангард» (Омськ), перший тренер — Євген Олександрович Корноухов. Виступав за «Омські Яструби» (МХЛ), «Авангард» (Омськ).
Досягнення
- Чемпіон МХЛ (2012).